# Gordonsville (Wirginia)
Gordonsville – miasto w Stanach Zjednoczonych, w stanie Wirginia, w hrabstwie Orange.